# 聖母の結婚 (ミケリーノ・ダ・ベソッツォ)
『聖母の結婚』（せいぼのけっこん、伊: Sposalizio della Vergine）は、イタリアの中世後期の画家ミケリーノ・モリナーリ・ダ・ベソッツォが1435年ごろに制作した板上のテンペラ画である。米国、ニューヨークにあるメトロポリタン美術館に収蔵されている。
本作は、シエナ国立美術館にある『聖カタリナの神秘的な結婚』と並んで、画家の確実な二作品のうちの一点で、エルサレム神殿の司祭の前で聖ヨセフから結婚指輪を受け取っている聖母マリアを描いている。ミケリーノは、マリアの夫としてのヨセフの超自然的な選択を強調するために、ヨセフの頭上に聖霊の鳩を描いた。右側は女性の集団で、左側は怒りのポーズで描かれた偽善者たちがいる。前景の一人は棒を折っている。この人物はラファエロの『聖母の結婚』を含む、後の多くの絵画に見られる主題である。
場面は柱廊のある玄関に設定され、背景に金はほとんど使用されておらず、ミケリーノの晩年の作品であることを示している。